# Max Merkel
Pour les articles homonymes, voir Merkel (homonymie).
Max Merkel, né le 7 décembre 1918 à Vienne en Autriche et décédé le 28 novembre 2006 à Putzbrunn en Allemagne, est un footballeur autrichien reconverti en entraîneur. Il joue notamment au Rapid Vienne dans les années 1940 et 1950.
En tant qu'entraîneur, il est notamment sélectionneur de l'équipe des Pays-Bas de 1955 à 1956, et manager du TSV 1860 Munich, de 1961 à 1966 puis en 1974-1975. Avec le TSV 1860, il est champion d'Allemagne lors de la saison 1965-1966.

## Biographie

### Carrière de joueur
De 1946 à 1954, il joue 145 matchs en première division autrichienne avec le Rapid Vienne, inscrivant 7 buts, et remportant 4 titres de champion d'Autriche.

### Carrière internationale
Le 27 août 1939, il joue avec l'équipe d'Allemagne un match amical contre la Slovaquie à Bratislava (défaite 2-0).
Le 22 juin 1952, il joue avec l'équipe d'Autriche un match amical contre la Suisse à Genève (match nul 1-1).

### Carrière d'entraîneur
Il officie comme sélectionneur de l'équipe des Pays-Bas de 1955 à 1956. 
Il est ensuite entraîneur du Rapid Vienne de 1956 à 1958, entraîneur du Borussia Dortmund de 1958 à 1961, puis entraîneur du TSV 1860 Munich de 1961 à 1966, et enfin entraîneur du 1. FC Nuremberg de 1967 à 1969.
Il entraîne ensuite en Espagne : tout d'abord au FC Séville de 1969 à 1971, puis à l'Atlético de Madrid de 1971 à 1973.
Il retourne ensuite en Allemagne, pour entraîner à nouveau le TSV 1860 Munich lors de la saison 1974-1975. Il dirige ensuite les joueurs de Schalke 04 lors de la saison 1975-1976, puis ceux du FC Augsbourg la saison suivante.
Après une période blanche de 4 ans, il entraîne le Karlsruher SC lors de la saison 1981-1982, puis le club suisse du FC Zurich en 1983.

## Palmarès

### En tant que joueur
- Champion d'Autriche en 1948, 1951, 1952 et 1954 avec le Rapid Vienne

### En tant qu'entraîneur
| Rapid Vienne - Championnat d'Autriche (1) : - Champion : 1957 |  | 1860 Munich - Oberliga Sud (1) : - Champion : 1963 - Coupe d'Allemagne (1) : - Vainqueur : 1964 - Championnat d'Allemagne (1) : - Champion : 1966 |  | FC Nuremberg - Championnat d'Allemagne (1) : - Champion : 1968 |  | Atlético de Madrid - Championnat d'Espagne (1) : - Champion : 1973 |